# New Madrid (Missouri)
New Madrid è un comune degli Stati Uniti d'America, capoluogo della contea di New Madrid, nello Stato del Missouri. Situato nella parte sudorientale dello Stato, nel 2010, New Madrid aveva una popolazione di 3.116 abitanti.

## Storia
New Madrid fu fondata tra il 1776 e il 1778 dal governatore spagnolo Esteban Rodríguez Miró, che permise anche ai coloni di origine anglo-sassone di stabilirsi nella città.
Il 16 dicembre 1811 iniziò una violenta sequenza sismica di Terremoto intraplacca con magnitudo sino a 8, che durò molti mesi. 
Il lago Reelfoot si originò da questo terremoto che cambiò anche il corso del Mississippi. 
Famosa è infatti l'omonima faglia di New Madrid che mediamente ogni 500 anni dà origine ad un terremoto.  
Nel febbraio del 1862 fu occupata dall'Armata del Mississippi dell'esercito unionista, che la utilizzò come base per la Battaglia dell'Isola numero 10.